# ソング・アプローチ
『ソング・アプローチ』は、NHK-FM放送で2013年4月7日から2017年4月2日まで放送されていた音楽番組である。

## 概要
J-POPの歌詞の奥深さを、毎週、一つのテーマを設けて紹介し、歌の魅力を再発見する番組である。扱う曲はJ-POPに限定している。
作詞家で、ザ・コレクターズのボーカルの加藤ひさしが、テーマごとに選んだ歌詞を朗読で味わいながら、意外に聞き漏らしていた“言葉”を拾う音楽番組である。
開始から2013年8月25日迄は3つのパートに分けてパート1・2は男・女一組ずつの曲、パート3は一曲を取り上げ、曲の一部を流した後、歌詞の一部を朗読。その後にフルコーラスで流す様式であった。それぞれの合間に加藤の解説と近藤とのトークが織り交ぜられる。朗読は男性ボーカルの歌はあおいが、女性ボーカルの歌は近藤が担当する。
2013年9月1日以降はリニューアルされ、パート1・2は男女の組み合わせが不問となり二曲ずつ、パート3は一曲。それぞれ曲をフルコーラスで流した後に朗読の形式に改められた。

## 放送時間
- 日曜 18:00 - 18:50（JST）

## 出演者
- 加藤ひさし

朗読
- 近藤サト（聞き手も兼務）
- あおい洋一郎